# Stuppach (Bad Mergentheim)
Stuppach ist ein Dorf und Stadtteil von Bad Mergentheim im fränkisch geprägten nordöstlichen Baden-Württemberg. Zusammen mit den auf seiner Gemarkung liegenden Kleinsiedlungen Lillstadt und Lustbronn hat der Stadtteil Stuppach rund 670 Einwohner.

## Geographie
Stuppachs Gemarkung umfasst 15,301 km². Der in die Wachbach mündende Bach Stuppach fließt durch den Ort.

## Geschichte

### Mittelalter
Stuppach wurde im Jahr 1095 in einer Urkunde des Klosters Comburg erstmals urkundlich erwähnt. Im 13. Jahrhundert erwarb der später in Mergentheim ansässige Deutschorden erste Besitzungen in und um Stuppach, was sich in den folgenden Jahrhunderten fortsetzte.

### Neuzeit
1607 ließ der Statthalter des Deutschordens, Freiherr von Marquard von Eck zu Mergentheim, die Pfarrkirche Mariä Krönung erbauen. Diese beherbergt in der angrenzenden Madonnenkapelle seit 1812 die Stuppacher Madonna von Matthias Grünewald.
Am 15. Februar 1972 wurde Stuppach gemeinsam mit Rengershausen in die Stadt Bad Mergentheim eingegliedert. Als am 1. Januar 1973 im Rahmen der baden-württembergischen Kreisreform der Landkreis Mergentheim aufgelöst wurde, gehörte Stuppach in der Folge zum neu gebildeten Tauberkreis, der am 1. Januar 1974 seinen heutigen Namen Main-Tauber-Kreis erhielt.

## Kultur und Sehenswürdigkeiten

### Bau- und Kulturdenkmale

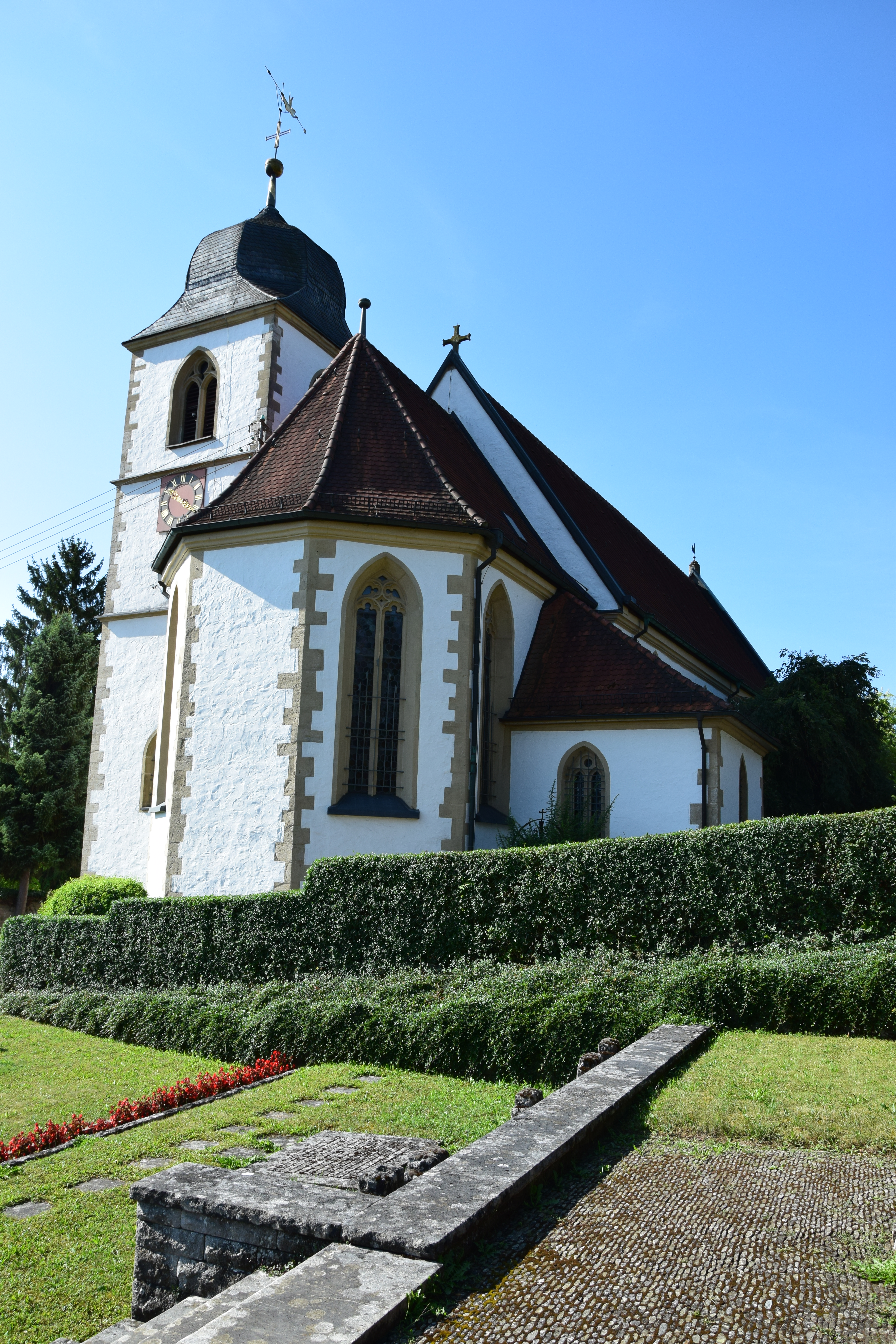
Pfarrkirche Mariä Krönung

- Pfarrkirche Mariä Krönung von 1607.[6] Johann Nepomuk Meintel gestaltete den Hochaltar von 1852.
- Stuppacher Madonna, entstanden um 1515, bedeutendes Marienbild von Matthias Grünewald, ist in einer Kapelle der Pfarrkirche Mariä Krönung zu besichtigen.

### Naherholung
Eine Kneipp-Anlage wurde im Jahre 2013 in einem alten Brunnen aus dem Jahre 1632 neben der B 19 eingerichtet.

### Rad- und Wanderwege
Stuppach liegt am 161 km langen Radweg Liebliches Taubertal – der Sportive, der eine ergänzende Variante des Taubertalradwegs durch dessen Nebentäler darstellt.

## Wirtschaft und Infrastruktur

### Öffentliche Einrichtungen
Im Ort gibt es die Grundschule am Kirchberg und einen Kindergarten.

### Verkehr
Durch Stuppach führt die B 19. Stuppach liegt an der Württemberger Weinstraße.